# Cecil McBee

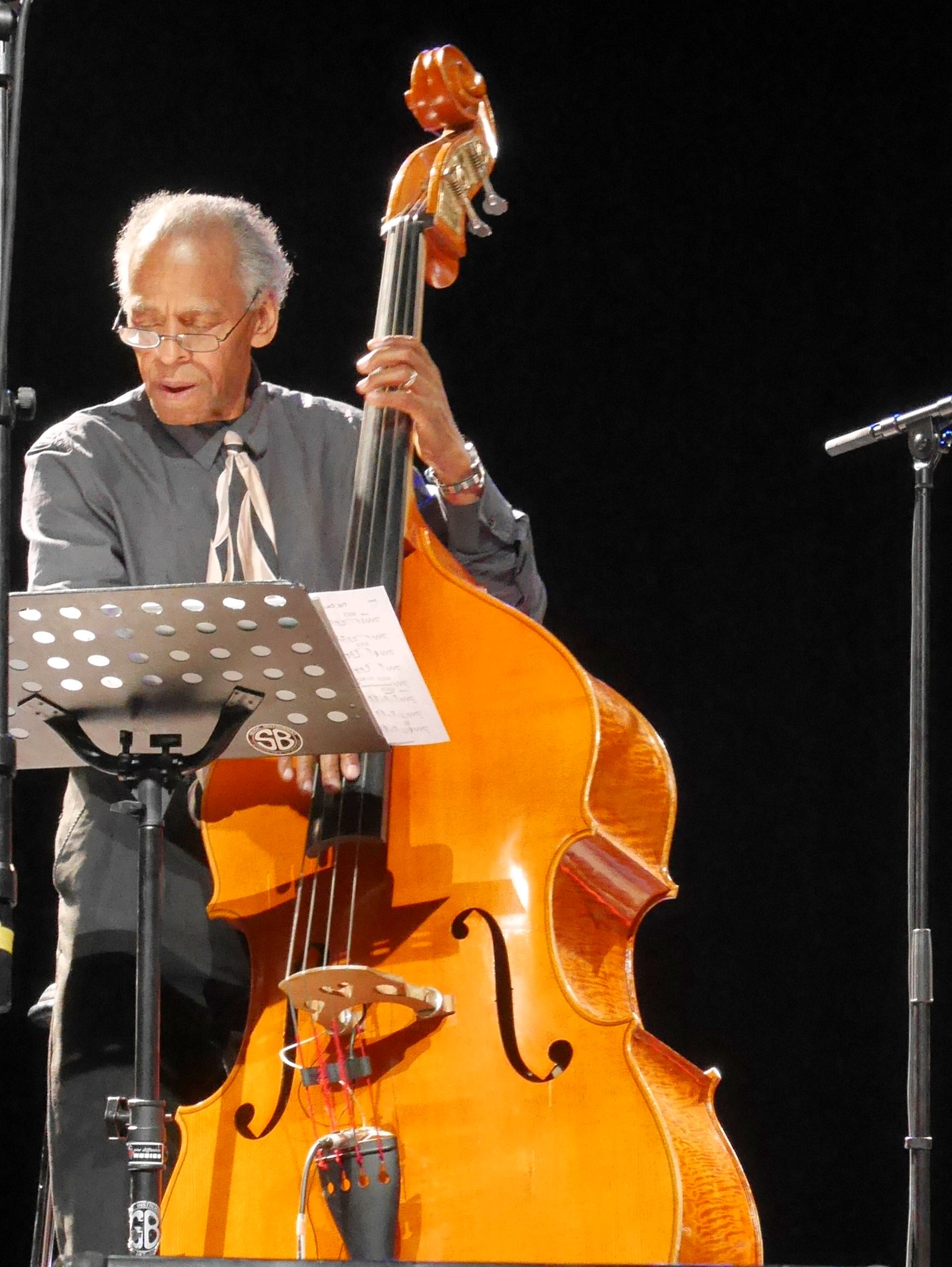
Cecil McBee

Cecil McBee (* 19. Mai 1935 in Tulsa/Oklahoma) ist ein US-amerikanischer Jazz-Bassist.

## Leben und Wirken
McBee lernte Klarinette, bevor er siebzehnjährig zum Bass wechselte und in lokalen Nachtclubs spielte. Er absolvierte eine Ausbildung als Musiklehrer an der Ohio Central State University  und leitete zwei Jahre lang eine Militärkapelle in der US-Armee in Fort Knox. 1959 trat er mit Dinah Washington auf. Anfang der 1960er-Jahre bildete er ein kurzlebiges Trio mit Rudolph Johnson und Kirk Lightsey. 1962 ging er nach Detroit; dort entstanden erste Aufnahmen mit George Bohanon (Boss: Bossa Nova). Anschließend wurde er 1963 Mitglied von Paul Winters Folkjazz-Gruppe, mit der er im Folgejahr nach New York City übersiedelte. Dort arbeitete er mit Musikern wie Denny Zeitlin, Andrew Hill, Sam Rivers (Emanation, 1971), Alice Coltrane (The Carnegie Hall Concert, 1971), Dannie Richmond, Jackie McLean (1964), Wayne Shorter (1965/6), Grachan Moncur III und Keith Jarrett.
1966 spielte er mit Jarrett im erfolgreichen Quartett des Saxophonisten Charles Lloyd, verließ es aber schon nach der ersten Europatournee. Weiter nahm er mit Mike Nock, Pharoah Sanders (Izipho Zam (My Gifts), 1973), Wynton Kelly, Yusef Lateef (1967–1969), Alice Coltrane (1969–1972), Roy Brooks (Understanding, 1970) und Charles Tolliver auf. In den 1970er Jahren trat er u. a. mit Abdullah Ibrahim, Lonnie Liston Smith, Joanne Brackeen, Art Pepper und Chico Freeman auf. 1974 erschien mit Mutima sein erstes Album als Bandleader, weitere folgten. 1974 wirkte er bei Lonnie Liston Smiths Album Expansions mit. Seit Mitte der 1980er-Jahre arbeitete er als Sideman, wie in der All Star-Formation The Leaders, bis er 1996 ein eigenes Quintett gründete. 1989 nahm er mit Anthony Braxton auf (Eight (+3) Tristano Compositions 1989: For Warne Marsh), mit Horace Tapscott The Dark Tree.
Weiterhin arbeitete McBee seit den 1990er-Jahren mit Musikern wie Wendell Harrison, Ed Sarath, John Hicks, Roy Haynes, Yosuke Yamashita, Elvin Jones, Larry Willis, Joanne Brackeen, David Liebman, Tony Lakatos, Steve Grossman, Joe Maneri, Uwe Kropinski, Sangoma Everett, Garrison Fewell, Ricky Ford, Raphe Malik, Craig Harris, John Tchicai und mit dem Saxophone Summit um Dave Liebman. 2007/8 tourte er mit der Hardbop-Band The Cookers auch in Deutschland. In den 2010er-Jahren ist er auf Aufnahmen von Dick Griffin, The Cookers, Ed Motta und Camille Thurman (Waiting for the Sunrise, 2017) zu hören. Im Bereich des Jazz war er laut Tom Lord zwischen 1962 und 2017 an 326 Aufnahmesessions beteiligt.
McBee unterrichtete am New England Conservatory in Boston/Massachusetts.

## Diskographische Hinweise
- Mutima mit George Adams, Billy Hart, Onaje Allan Gumbs, Tex Allen, Allen Braufman, Dee Dee Bridgewater, Thabo Michael Carvin, Jimmy Hopps, Lawrence Killian, Allen Nelson, Artie Webb, 1974
- Music from the Source mit Chico Freeman, Steve McCall, Joe Gardner, Dennis Moorman, Famoudou Don Moye, 1977
- Alternate Spaces mit Chico Freeman, Don Pullen, Famoudou Don Moye, Allen Nelson, Joe Gardner, 1977
- Flying out, 1982
- Heaven's Dance mit The Leaders Trio aus McBee, Kirk Lightsey, Famoudou Don Moye, 1989
- Unspoken mit James Zollar, David Berkman, Matt Wilson, 1997
- Blueprint Project, 2004, mit Jared Sims, Tyson Rogers, Eric Hofbauer, Matt Wilson
- John Tchicai, Charlie Kohlhase, Garrison Fewell, Cecil McBee, Billy Hart: Tribal Ghost, 2014